# زواج المثليين في يوكون
أصبح زواج المثليين قانونيا في الإقليم الكندي يوكون قانونيا في 14 يوليو 2004. وأصبح رابع ولاية قضائية في كندا (والسابعة عالميا) التي تقنن زواج المثليين، بعد كل من أونتاريو، كولومبيا البريطانية وكيبك.

## الحكم القضائي
رفع روب إيدج وستيفن دنبر دعوى ضد حكومة يوكون بعد رفضها ترخيص زواجهما في وايتهورس. استخدم محاميهم، جيم تاكر، مقاربة جديدة: بدلاً من المجادلة على أساس القسم الخامس عشر من ميثاق الحقوق والحريات الكندي كما في القضايا السابقة، جادل بأن فشل الحكومة الفيدرالية في استئناف الأحكام التي تقنن زواج المثليين في أونتاريو، كولومبيا البريطانية وكيبيك يشير إلى تغيير في القانون العام الكندي بشأن الزواج.
وافق قاضي محكمة العدل العليا في يوكون بيتر ماكينتير على أن الحكومة الفيدرالية كانت غير متسقة في مقاربتها لتعريف الزواج، وهي مسؤولية فيدرالية، لأنها لم تستأنف القرارات الثلاثة الأولى. وبالتالي، فإن فشل الإقليم في توفير تراخيص الزواج للأزواج المثليين يعني أن القانون كان يطبق بشكل غير متسق في يوكون. أعلن القاضي ماكينتير أن زواج المثليين قانوني في يوكون، وأمر الحكومة بإصدار رخصة زواج للسيد إيدج والسيد دنبار.
حصل القاضي على وعود شفهية من حكومة الإقليم بمنح الزوجين رخص زواج. أشاد رئيس مجلس إدارة يوكون دينيس فينتي بالحكم.

## تشريعات الإقليم
في أيار/مايو 2002، أقرت الجمعية التشريعية في يوكون مشروع قانون، من بين أمور أخرى، سمح للشركاء والأزواج المثليين بتبني الأطفال بشكل مشترك. دخل القانون حيز التنفيذ في 1 يناير 2003.
في ديسمبر 2014، تم تعديل قانون الزواج عن طريق استبدال عبارة «الزوج والزوجة» بعبارة «الزوجين». دخلت التعديلات حيز التنفيذ في 1 يونيو 2015.

## إحصاءات الزواج
في عشر سنوات من زواج المثليين، من يوليو 2004 إلى يوليو 2014، تزوج 44 من الأزواج المثليين في يوكون.
وفقا لتعداد عام 2016، كان حوالي 1.9% من جميع النساء في مدينة وايت هورس في علاقات مثلية. وهو ثاني أعلى معدل في كندا بعد يلونايف في الأقاليم الشمالية الغربية. وشكل الرجال في الأزواج المثليين 0.7% من جميع الرجال المتزوجين.